# أداة كتابة

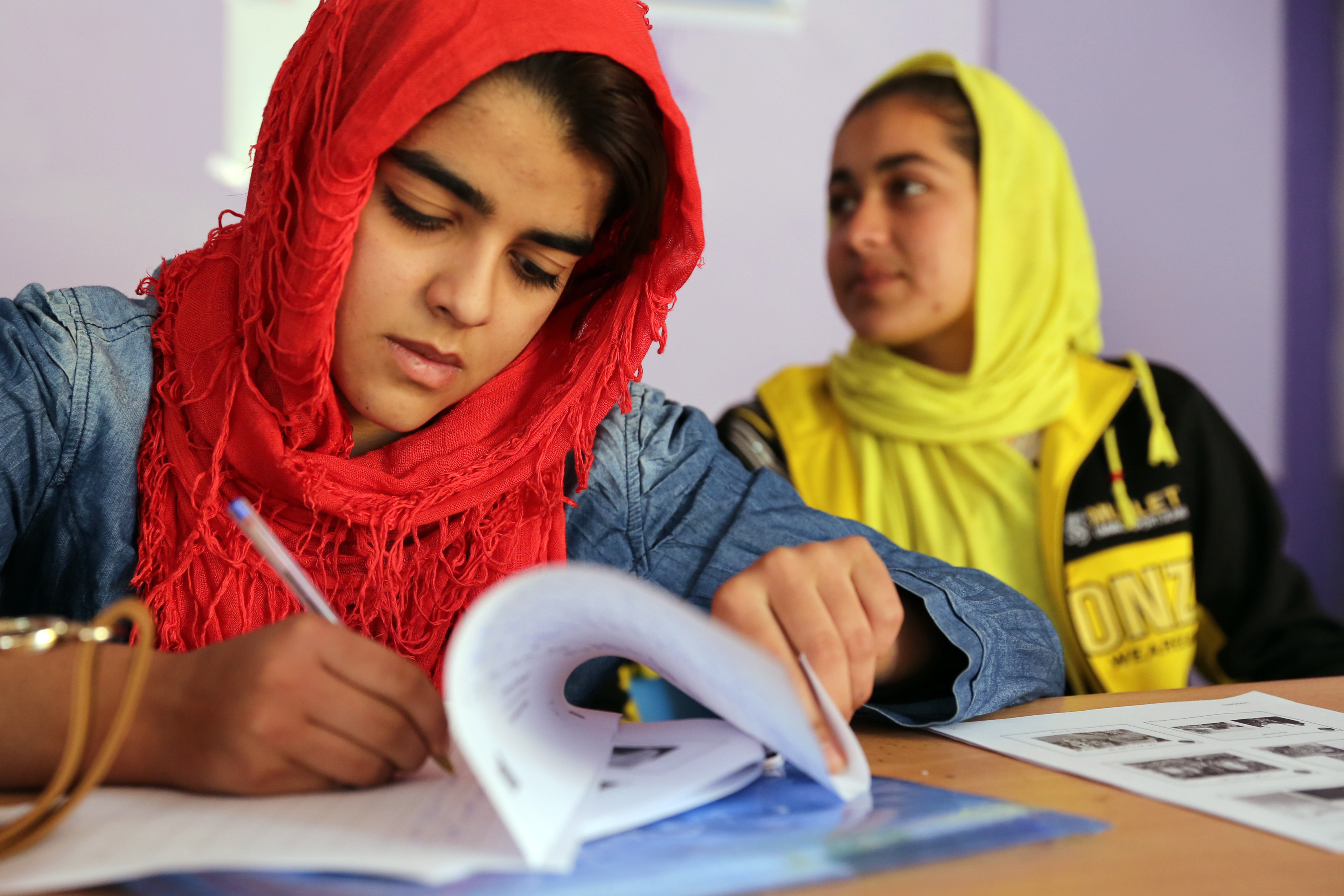
تنفيذ الكتابة

أداة الكتابة هو موضوع يستهدف إنتاج كتابة، معظم هذه العناصر تستخدم أيضًا للوظائف الأخرى مثل اللوحة، الرسم والرسم الفني، ولكن كتابة الصك أو تنفيذ الكتابة عادة ما يتطلب المتطلبات العامة لتحقيق خط سلس وسهل التحكم فيه.

## أدوات الكتابة المساعدة
هذه الأدوات تحتاج إلى وجود المادة الصبغية حتى تتم الكتابة، حيث تصبح عديمة النفع عندما تكون فارغة.

## الأقلام
القلم هو الشكل الأكثر شيوعا في الكتابة، فهو مزود برأس صلبة تقوم بتغذية سطح الكتابة بالحبر.

## الأقلام الشعرية
في البداية، كانت تصنع الأقلام عن طريق تشريح ريشة مناسبة من نهايتها الرقيقة، ومواد طبيعية مجوفة تعمل كوعاء شعري صغير من الحبر. غير أن أوعية الحبر تلك كانت صغيرة نسبيا، حيث يحتاج القلم إلى إعادة ملء من محبرة خارجية بطريقة دورية.
أقلام القصب، كان يستخدمها القدماء المصريين في الكتابة على ورق البردي.
أقلام الريشة، كانت الأقلام المتعارف عليها في أوروبا والولايات المتحدة خلال القرنين الثامن عشر والتاسع عشر، ومازال يتم إستخدامها في أوساط مختلفة، مثل خط اليد وفي المهام الرسمية مثل المعاملات المصرفية الرئيسية. أقلام الريشة الأكثر شيوعا كانت تأخذ من أجنحة الأوز أو الغربان، رغم أن الريش من طيور البجع والطاووس كانت تفضل أحيانا من أجل الإحترام والأناقة.
القلم المسنون، له رأس صلبة من الفولاذ وحامل للقلم. الأقلام المسنونة هي أقلام متعددة الإستعمالات، حيث أن حامل القلم يستطيع استيعاب مجموعة واسعة من الرؤوس المتخصصة في استخدامات متنوعة: الكتابة النحاسية، رسم الخرائط وخماسية الرؤوس لرسم عصي الموسيقي. يمكن استخدام هذه الأقلام مع معظم أنواع الحبر، والبعض فقط يكون غير متوافق مثل الأقلام المسنونة ذات الرؤوس الفولاذية التي لها وعاء حبري محدود وتميل إلى تنقيط بقع الحبر على الصفحة.

## أقلام الحبر السائل
وقد وضعت أقلام الحبر السائل في القرن التاسع عشر. تتكون من وحدة لرأس القلم، وعاء حبري وغلاف خارجي. والغلاف عادة ما يحتوي على غطاء للرأس، لحماية شكله الخارجي، والحفاظ على الحبر من التبخر أو التسرب إلى جيب المستخدم. اعتمادا على تصميم القلم، يمكن ملء الوعاء الحبري بعدة طرق مختلفة: الإضافة المباشرة عن طريق الشافطة، شفط من ماكينة داخلية أو تغيير الحبارة المعبأة سلفا. بعض الحبارات المصممة لأقلام الحبر السائل مزودة بـ «محولات»، وهي وعاءات كبس/شفط منفصلة بنفس أبعاد الحبارات المعتادة لهذا النوع من الأقلام، حيث تسمح بإعادة ملء القلم من زجاجة حبرية.
فقط أنواع محددة من الأحبار يمكن استخدامها مع أقلام الحبر السائل وذلك لتجنب انسداد ميكانيكية وحدة رأس القلم. بالرغم من أن الوعاء الحبري الأكبر لأقلام الحبر السائل يتطلب تجديدا أقل تواترا، قد يكون الحبر غير مناسبا في سياقات معينة، فقد تصبغ الأوراق، الأصابع أو الملابس بالحبر. الاختلاف في الضغط الجوي قد يتسبب في آثار هائلة في حالة السفر بالطائرة.

## أقلام الاستعمال لمرة واحدة
تم تعميم أعداد كبيرة من نوعية أقلام جديدة في القرن العشرين. بعضها غير مصمم كي يكون قابل لإعادة الملء مرة أخرى بعدما يصبح جافا، بالرغم من البعض الآخر نظريا لديه أوعية حبر داخلية يمكن أحلالها أو إعادة تركيبها. عرف علي نطاق واسع التخلص من القلم كاملا عندما يصبح الحبر جافا.
هذا النوع من الأقلام يضم أقلام الحبر الجاف وأقلام الماركر. كلا منهما يوجد منه أنواع أخرى فرعية تعرف بنفس الاسم. عادة تعتمد علي نوع الحبر، مثل الفلورسنت، هايلايتر، القلم ذو الكرة الدائرية والقلم الجيل.

## أقلام الرصاص الميكانيكية
بعكس تركيب قلم الرصاص الخشبي التقليدي حول مركز صلب من الجرافيت، القلم الميكانيكي يحتوي على قطعة صغيرة من الجرافيت المحمول في طرفه. ميكانيكا داخلية تتحكم في مكان الجرافيت بالاحتكاك حتى يبقى ثابتاً أثناء الكتابة، وقد يمتد للأمام ليعوض التراجع التدريجي نتيجة لتآكله بالاستخدام أو يتراجع للخلف لحمايته عندما يكون غير مستخدم. الجرافيت في الأقلام الميكانيكية أرفع كثيراً من مثيله في الأقلام الخشبية، يبلغ
يبلغ قطره غالباً أقل من واحد ملليميتر. هذا يجعل تلك الأقلام مفيدة خاصة للرسوم البيانية الدقيقة أو الكتابة الصغيرة، رغم أنه لا يمكن تغيير حجم الجرافيت في نفس القلم إلا إذا كان مصمم خصيصاً لذلك.

## الفرش
رغم أن الكتابة في الحضارة الغربية غالباً ما تتم بأنواع من أقلام الرصاص أو الحبر، إلا أن ثقافات أخرى استخدمت أدوات أخرى. فمثلاً الحروف الصينية تكتب تقليدياً بفرشاة تضفي عليها رشاقة وتدفق.
الفرشاة تختلف عن قلم الحبر، فبدلاً من السن الجامد تتمايل الفرشاة مع الشعيرات الناعمة. فهذه الشعيرات تمر على الورقة بالضغط المناسب الذي يجعلها تضف لمستها على الورقة بدلاً من الضغط على الفرشاة إلى حد الاحتكاك الذي ينشأ عنه مقاومة. رغم أن الأقلام شبه المرنة ذات الحبر السائل يمكنها أن تغير من ثقل الخط بحسب الضغط الموقع عليها إلا أن مدى الاختلاف يكون أقل وضوحاً.
عادة تعبأ الفرشاة بالحبر بغمس الشعيرات في محبرة خارجية مماثلة لتلك التي كانت تستخدم مع قلم الحبر التقليدي. بعض الشركات الآن تصنع «أقلام فرشاة» وهي تشابه أقلام الحبر السائل مع خزان حبر داخلي في القلم حيث يمكن إعادة ملئه بحبارات مسبقة الملء أو بتفريغ زجاجة حبر فيه.